# Plunggenkapelle

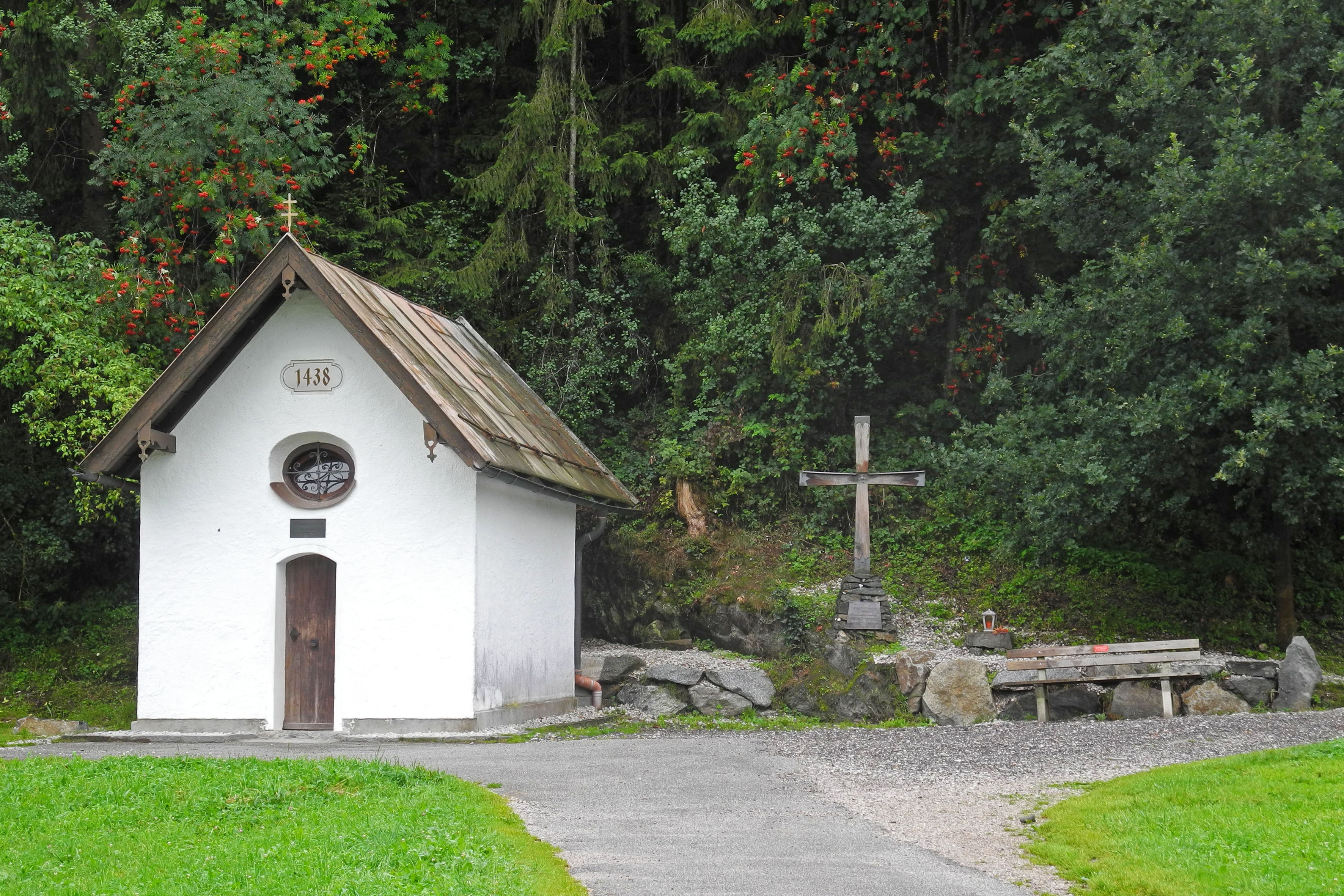
Plunggenkapelle bei Uderns

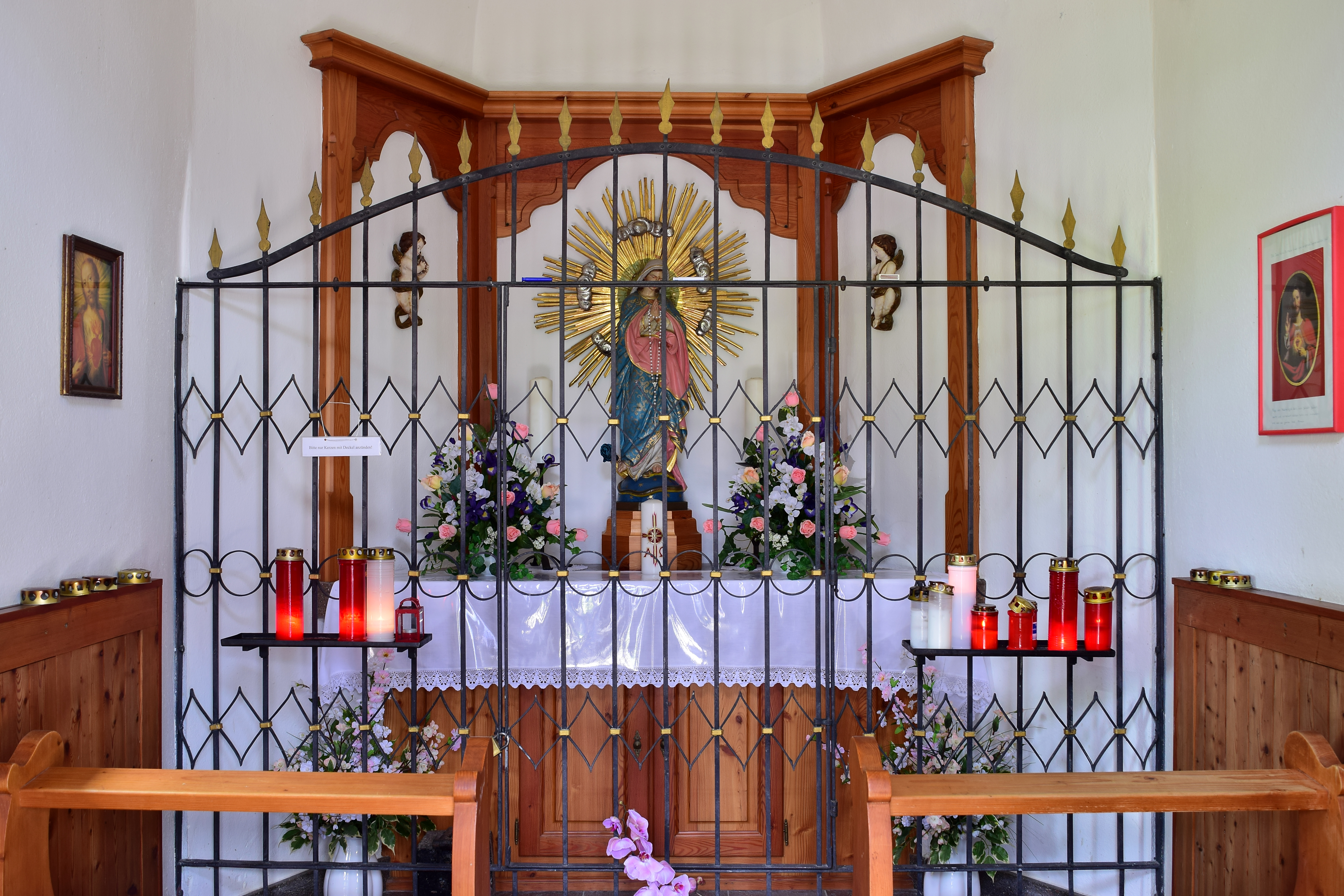
Innenansicht der Plunggenkapelle

Die Plunggenkapelle ist eine Kapelle in Uderns im Zillertal. Sie steht unter Denkmalschutz (Listeneintrag).
Die Kapelle wurde während der Pestzeit laut Inschrift über der Tür im Jahr 1438 erbaut und ist dem hl. Rochus geweiht. 1905, 1959 und 1990 wurde die Kapelle mehrfach renoviert. Das bis 1929 in der Kapelle befindliche Kümmernisbild wurde in die Pfarrkirche Uderns transloziert.  Die Kapelle liegt auf dem Weg zwischen Uderns und Ried im Zillertal.